# Медірігірія (підрозділ окружного секретаріату)
Підрозділ окружного секретаріату Медігірія — підрозділ окружного секретаріату округу Полоннарува, Північно-Центральна провінція, Шрі-Ланка. Складається з 45 Грама Ніладхарі.